# Boarmie crépusculaire
Ectropis crepuscularia
Espèce
La Boarmie crépusculaire ou Boarmie bi-ondulée (Ectropis crepuscularia), est une espèce de lépidoptères de la famille des Geometridae.

## Répartition
C'est une espèce paléarctique, répandue en Europe. En France, elle est commune en plaine et jusqu'à 1 600 m d'altitude environ.

## Description
La couleur de fond des ailes est chamois ou gris foncé avec des marques de formes variables. Les marques sombres ne sont généralement pas aussi fortes que chez la Boarmie rhomboïdale (Peribatodes rhomboidaria). Les formes mélaniques sont assez fréquentes. L'envergure va de 38 à 45 mm. Les antennes du mâle sont non pectinées.

## Comportement
Espèce bivoltine, les imagos s'observent entre mars et mai, puis de juillet à août. Dans les Îles Britanniques, les adultes sont visibles à tout moment entre mars et août.
L'espèce est attirée par la lumière.
La chenille grisâtre est très polyphage : elle se nourrit de nombreux arbres et arbustes à feuilles caduques, aussi de plantes herbacées (Daucus, Artemisia...). C'est la chrysalide qui hiverne.

## Galerie

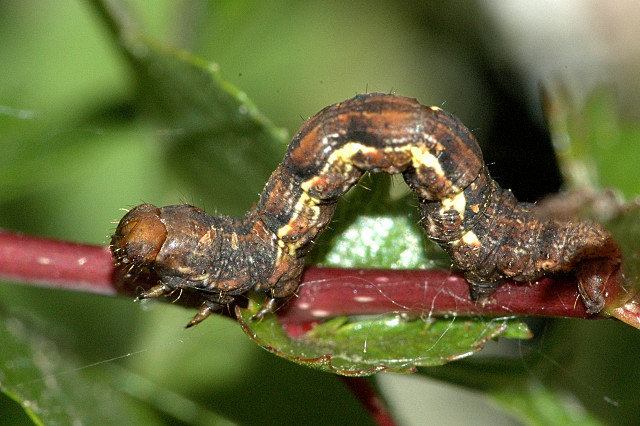
Chenille